# Evangelia Christodoulou
Evangelia Christodoulou (grekiska: Ευαγγελία "Εύα" Χριστοδούλου), född den 27 september 1983 i Aten, Grekland, är en grekisk gymnast.
Hon tog OS-brons i rytmisk gymnastik för trupper i samband med de olympiska gymnastiktävlingarna 2000 i Sydney.